# Sân bay quốc tế Abraham González
Sân bay quốc tế Abraham González (IATA: CJS, ICAO: MMCS) là một sân bay quốc tế ở Ciudad Juárez, Chihuahua, México, gần biên giới Hoa Kỳ-Mexico, đối diện với El Paso, Texas.

## Các hãng hàng không và các tuyến điểm
- Aero California (Thành phố México, Torreón)
- Aeroméxico (Thành phố México)
  - Aeroméxico Connect (Chihuahua, Guadalajara, Hermosillo, León, Monterrey, Tijuana, Torreón)
- ALMA de Mexico (Aguascalientes, Chihuahua, Guadalajara, Leon/El Bajío, Mazatlan, Puerto Vallarta, Tijuana, Torreón)
- Aviacsa (Thành phố México, Monterrey)
- Interjet (Toluca)
- Viva Aerobus (Monterrey)
- Volaris (Cancún [ngừng từ ngày 30 tháng 6 năm 2008], Guadalajara [ngừng từ ngày 30 tháng 6 năm 2008], Tijuana, Toluca [ngừng từ ngày 30 tháng 6 năm 2008])